# Székesfehérvár vasútállomás
Székesfehérvár vasútállomás a Székesfehérvár közigazgatási területén található vasútállomások és megállóhelyek közül a legfontosabb, a MÁV Magyar Államvasutak Zrt. üzemelteti. A létesítmény a Dunántúl egyik legmodernebb, legnagyobb és legforgalmasabb vasúti csomópontja, ahol öt vasútvonal fut össze.
1860-ban nyitották meg. 1930-ban perontetőket kapott. A második világháborúban történt lerombolásáig többször átépült. Az új felvételi épület jellegzetes szocreál stílusban 1953-ra készült el teljesen. Ekkor Magyarország legkorszerűbb vasútállomása volt. Abban a formában kisebb átalakításokkal hatvan évig szolgálta a vasúti közlekedést. 1987-ben villamosították. 2014–2016-ban megint átépítették, azóta ismét az ország egyik legmodernebb pályaudvaraként tartható számon. Visszakerültek a perontetők. Az átépítés előtt egyik különlegessége a Magyarországon egyedülálló, áthidalásos szerkezetű II. számú irányítótorony volt, ami 1954-re épült fel és 2016-ban, a felújítások munkálatok során bontottak le. A szocialista realizmus szellemében épített, gazdagon díszített, monumentális felvételi épület műemlék, hiszen a korstílus egyik legjelentősebb magyarországi termékének számít. A felvételi épület mellett a pályaudvar látványos fűtőháza, fordítókorongja és járműjavítója is fontos vasútépítészeti objektum.

## Története
Székesfehérvárott elsőként a Déli Vasút épített vasutat: 1860. július 1-jén adták át a mai 5-ös vonalat Újszőny és Székesfehérvár között, mely nem Budapesttel, hanem Béccsel kötötte össze a várost. A város azt szerette volna, ha a belvároshoz közel épül meg az állomás, ehhez földet is felajánlott, végül mégis a jelenlegi helyen kezdtek építkezni, ami miatt a város vezetése holdanként 350 forintot kért a vasúttársaságtól. A Budapest–Székesfehérvár-vonalon 1861-ben indult meg a forgalom, 1896-ban pedig újabb két vonallal bővült az állomás kapacitása. A vasúttársaság a peronok fölé nagy alapterületű fa fogadócsarnokot emelt, amely a felvételi épülethez csatlakozott. A székesfehérvári állomást elkerülte az 1907-ben indított első balatoni (tapolcai) vonal, mivel azállomás ekkor még a Déli Vasút tulajdona volt, és mintegy 30 évig nem is lehetett közvetlenül Székesfehérvárra jutni a Balatonról, Börgöndön át kellett szállni.
1926-ban átépítették az állomásépületet, az 1930-as években pedig két aluljárót is építettek. 1930-ban Neÿ Ákos tervei alapján vasbeton szerkezetű perontetőrendszert kapott a vasútállomás. Az állomással együtt javítóüzem is létesült, mely az első világháború előtt mintegy 600 munkást foglalkoztatott. A mai Béke tér környéke a 30-as években kezdett kiépülni az állomás körül. A vasútvonal, és ezzel az állomás csak 1932-ben került a MÁV tulajdonába.
A felvételi épület és az egész pályaudvar (valamint a teljes környék) megsemmisült a második világháborúban. A ma is látható – Kelemen László építész által tervezett – félkész épületet 1951-ben adták át. Az épület maga csak 1953-ra lett kész, még díszítés nélkül, a Konecsni György és Béres Jenő által készített szocreál pannó csak 1959-re készült el.
Az állomást 1987-ben villamosították.

### Átépítés (2014–2016)
Az állomás átépítése nagyrészt európai uniós forrásokból valósult meg 2014 és 2016 között, 33 milliárd forintos keretből.
Új magasperonok és perontetők épültek, de megújultak a vágányok is. A felújítás nagyrészt a műszaki elemeket, kábeleket, biztosítóberendezéseket, informatikai rendszereket érintette, kevéssé sikerült az utazóközönség számára is látványos változtatásokat eszközölni. A főépületet csak részlegesen újították fel, új vágánykiosztást készítettek, amihez a peronrendszert igazították és aluljárót létesítettek. A generáltervezést és az aluljáró építését a FŐMTERV Zrt. végezte, az épület részleges felújításával a Mata-Dór Architektúra Kft.-t bízták meg, ahol Balázs Mátyás építész vezette a munkálatokat. A perontetőket a Hajnal Építész Iroda tervezte. Az épületet korszerűsítették és akadálymentesítették, így az aluljáróból lifttel is fel lehet jutni a pénztárcsarnokhoz. A befelé nyíló – tűzvédelmi szempontól veszélyes –   lengőajtókat automata ajtókkal helyettesítették. A műemléki védettségű épület eredeti színét dokumentáció hiányában visszaállítani nem tudták, így kívül bézs, belül fehér festést kapott. Az első peron tetőszerkezete nem szerepelt a tenderben, de sikerült részlegesen megújítani, terhelhetősége minimális volt, ezért az utastájékoztató berendezéseket külön konzolokra kellett szerelni. 2016-ra nem sikerült elkészülni a gyalogos felüljáróval, mely a sínek által kettészelt városrészeket köti össze, a 220 méter hosszú szerkezetet csak 2021 decemberére fejezték be.
A Magyarországon egyedülálló, Rimanóczy Gyula vagy Kelemen László által tervezett, 1954-ben épült II. számú váltóállító tornyot a felújítás részeként elbontották, a civilek tiltakozása ellenére.
A modernizálásnak köszönhetően az áthaladó vonatok megengedett sebessége csaknem megháromszorozódott, a fővágányokon 100, a megelőző vágányokon 80, a mellékvágányokon 40 kilométer/óra lett.

## Vasútvonalak
Az állomást az alábbi vasútvonalak érintik:
- Székesfehérvár–Komárom-vasútvonal
- Bicske–Székesfehérvár-vasútvonal
- Székesfehérvár–Szombathely-vasútvonal
- Budapest–Murakeresztúr-vasútvonal
- Székesfehérvár–Pusztaszabolcs-vasútvonal

## Szomszédos állomások, megállóhelyek
A vasútállomáshoz az alábbi működő állomások és megállóhelyek vannak a legközelebb:
- Szárazrét megállóhely (Komárom vasútállomás, Székesfehérvár–Komárom-vasútvonal)
- Dinnyés megállóhely (Budapest-Déli pályaudvar, Budapest–Murakeresztúr-vasútvonal)
- Maroshegy megállóhely (Murakeresztúr vasútállomás, Budapest–Murakeresztúr-vasútvonal)
- Várpalota vasútállomás (Szombathely vasútállomás, Székesfehérvár–Szombathely-vasútvonal)
- Börgönd vasútállomás (Pusztaszabolcs vasútállomás, Székesfehérvár–Pusztaszabolcs-vasútvonal)

## Forgalom
| Járat                                          | Útvonal | Gyakoriság                         |
| ---------------------------------------------- | --- | ---------------------------------- |
| S30                                            | Budapest-Déli – Budapest-Kelenföld – Albertfalva – Budafok – Kastélypark – Tétényliget – Érd alsó – Tárnok – Martonvásár – Baracska – Pettend – Kápolnásnyék – Velence – Velencefürdő – Gárdony – Agárd – Dinnyés – Székesfehérvár (– nyáron 1 darab Fonyódig) | Napi 4-5 pár                       |
| G30                                            | Budapest-Déli – Budapest-Kelenföld – Érd alsó – Velence – Velencefürdő – Gárdony – Agárd – Székesfehérvár | Nyári hétvégén 2 pár               |
| Z30                                            | Budapest-Déli – Budapest-Kelenföld – Érd alsó – Tárnok – Martonvásár – Baracska – Pettend – Kápolnásnyék – Velence – Velencefürdő – Gárdony – Agárd – Dinnyés – Székesfehérvár | Óránként                           |
| S34                                            | Budapest-Déli – Budapest-Kelenföld – Albertfalva – Budafok – Kastélypark – Tétényliget – Érd alsó – Tárnok – Martonvásár – Baracska – Pettend – Kápolnásnyék – Velence – Velencefürdő – Gárdony – Agárd – Dinnyés – Székesfehérvár – Maroshegy – Lepsény – Balatonaliga – Balatonvilágos – Szabadisóstó – Szabadifürdő – Siófok – Balatonszéplak felső – Balatonszéplak alsó – Zamárdi felső – Zamárdi – Szántód – Balatonföldvár – Balatonszárszó – Balatonszemes – Balatonlelle felső – Balatonlelle – Balatonboglár – Fonyódliget – Fonyód – Bélatelep – Alsóbélatelep – Balatonfenyves – Balatonfenyves alsó – Máriahullámtelep – Máriaszőlőtelep – Balatonmáriafürdő – Balatonberény – Balatonszentgyörgy – Keszthely                                                                                     | Nyáron napi 2 pár                  |
| S35                                            | Budapest-Déli – Budapest-Kelenföld – Budafok → (Nagykanizsa felé: Budatétény → Barosstelep → Érdliget → Érd felső → Tárnok → Martonvásár → Baracska → Pettend → Kápolnásnyék; Budapest felé: ← Érd alsó) – Velence – Velencefürdő – Gárdony – Agárd (→ Dinnyés) – Székesfehérvár – Maroshegy – Lepsény – Balatonaliga – Balatonvilágos – Szabadisóstó – Szabadifürdő – Siófok – Balatonszéplak felső – Balatonszéplak alsó – Zamárdi felső – Zamárdi – Szántód – Balatonföldvár – Balatonszárszó – Balatonszemes – Balatonlelle felső – Balatonlelle – Balatonboglár – Fonyódliget – Fonyód – Bélatelep – Alsóbélatelep – Balatonfenyves – Balatonfenyves alsó – Máriahullámtelep – Máriaszőlőtelep – Balatonmáriafürdő – Balatonberény – Balatonszentgyörgy – Vörs – Zalakomár – Zalaszentjakab – Nagykanizsa | Nyáron napi 1 pár                  |
| G43                                            | Kőbánya-Kispest – Ferencváros – Budapest-Kelenföld – Budafok – Budatétény – Barosstelep – Érdliget – Érd felső – Tárnok – Martonvásár – Baracska – Kápolnásnyék – Velence – Gárdony – Agárd – Székesfehérvár | Óránként                           |
| G43                                            | Székesfehérvár → Dinnyés → Agárd → Gárdony → Velencefürdő → Velence → Kápolnásnyék → Pettend → Baracska → Martonvásár → Tárnok → Érd felső → Érdliget → Barosstelep → Budatétény → Budafok → Budapest-Kelenföld → Ferencváros → Kőbánya-Kispest | Kora reggel 3 Budapest felé        |
| S150                                           | Székesfehérvár – Szárazrét – Bodajk – Csókakő – Mór – Bakonysárkány – Kisbér – Nagyigmánd-Bábolna – Szőny-Déli – Komárom | 2 óránként                         |
| S440                                           | Pusztaszabolcs – Zichyújfalu – Seregélyes-Szőlőhegy – Seregélyes – Börgönd – Székesfehérvár | 1-2 óránként                       |
| személyvonat                                   | Budapest-Déli – Budapest-Kelenföld (→ Albertfalva → Budafok → Kastélypark → Tétényliget) – Érd alsó – Tárnok – Martonvásár (→ Baracska → Pettend → Kápolnásnyék → Velence → Velencefürdő → Gárdony → Agárd → Dinnyés) – Székesfehérvár – Maroshegy – Szabadbattyán – Kiscséripuszta – Polgárdi-Tekerespuszta – Lepsény – Balatonaliga – Balatonvilágos – Szabadisóstó – Szabadifürdő – Siófok | Napi 1 pár                         |
| személyvonat                                   | Székesfehérvár – Maroshegy – Szabadbattyán – Kiscséripuszta – Polgárdi-Tekerespuszta – Lepsény – Balatonaliga – Balatonvilágos – Szabadisóstó – Szabadifürdő – Siófok | 2 óránként                         |
| személyvonat                                   | Székesfehérvár – Maroshegy – Szabadbattyán – Polgárdi-Ipartelepek – Polgárdi – Füle – Balatonfőkajár felső – Csajág – Balatonakarattya – Csittényhegy – Balatonkenese – Balatonfűzfő – Balatonalmádi – Káptalanfüred – Alsóörs – Csopak – Balatonarács – Balatonfüred | 2 óránként                         |
| személyvonat                                   | Balatonfüred → Balatonarács → Csopak → Alsóörs → Káptalanfüred → Balatonalmádi → Balatonfűzfő → Balatonkenese → Csittényhegy → Balatonakarattya → Csajág → Balatonfőkajár felső → Füle → Polgárdi → Polgárdi-Ipartelepek → Szabadbattyán → Maroshegy → Székesfehérvár → Velence → Budapest-Kelenföld → Budapest-Déli | Napi 1 Budapest felé               |
| személyvonat                                   | Székesfehérvár – Maroshegy – Szabadbattyán – Polgárdi-Ipartelepek – Polgárdi – Füle – Balatonfőkajár felső – Csajág – Balatonakarattya – Csittényhegy – Balatonkenese – Balatonfűzfő – Balatonalmádi – Káptalanfüred – Alsóörs – Csopak – Balatonarács – Balatonfüred – Aszófő – Örvényes – Balatonudvari – Fövenyes – Balatonakali-Dörgicse – Zánka-Erzsébettábor – Zánka-Köveskál – Balatonszepezd – Szepezdfürdő – Révfülöp – Balatonrendes – Ábrahámhegy – Badacsonyörs – Badacsonytomaj – Badacsony – Badacsonylábdihegy – Badacsonytördemic-Szigliget – Nemesgulács-Kisapáti – Tapolca | Napi 1 pár (Kivéve nyáron)         |
| személyvonat                                   | Budapest-Déli – Budapest-Kelenföld (← Gárdony) – Székesfehérvár – Várpalota – Pétfürdő – Öskü – Hajmáskér – Veszprém – Ajka (← Ajka-Gyártelep ← Devecser ← Somlóvásárhely ← Tüskevár ← Karakószörcsök ← Kerta ← Boba ← Nemeskocs ← Celldömölk) | Napi 1 pár                         |
| személyvonat                                   | Székesfehérvár – Várpalota – Pétfürdő – Öskü – Hajmáskér – Veszprém | Napi 1 pár                         |
| személyvonat                                   | Budapest-Déli – Budapest-Kelenföld – (Érd alsó → Velence –) Székesfehérvár – Várpalota – Pétfürdő – Öskü – Hajmáskér – Veszprém | Napi 2-5 pár                       |
| személyvonat                                   | Veszprém → Hajmáskér → Öskü → Pétfürdő → Várpalota → Székesfehérvár → Gárdony → Martonvásár → Érd alsó → Budapest-Kelenföld → Budapest-Déli | Munkanapokon 1 Budapest felé       |
| sebesvonat                                     | Budapest-Déli – Budapest-Kelenföld – Székesfehérvár – Balatonakarattya – Balatonkenese – Balatonfűzfő – Balatonalmádi – Alsóörs – Csopak – Balatonfüred – Aszófő – Örvényes – Balatonudvari (– Fövenyes) – Balatonakali-Dörgicse – Zánka-Erzsébettábor – Zánka-Köveskál – Balatonszepezd (– Szepezdfürdő) – Révfülöp – Balatonrendes – Ábrahámhegy – Badacsonyörs – Badacsonytomaj – Badacsony – Badacsonylábdihegy – Badacsonytördemic-Szigliget – Nemesgulács-Kisapáti – Tapolca | 2 óránként                         |
| sebesvonat                                     | Tapolca → Badacsonytördemic-Szigliget → Badacsony → Badacsonytomaj → Ábrahámhegy → Révfülöp → Balatonszepezd → Zánka-Köveskál → Balatonakali-Dörgicse → Balatonudvari → Aszófő → Balatonfüred → Csopak → Alsóörs → Balatonalmádi → Balatonfűzfő → Balatonkenese → Balatonakarattya → Székesfehérvár → Budapest-Kelenföld → Budapest-Déli | Napi 1 Budapest felé               |
| sebesvonat, Déli<-parti sebesvonat             | Keszthely → Balatonszentgyörgy → Balatonberény → Balatonmáriafürdő → Máriaszőlőtelep → Máriahullámtelep → Balatonfenyves alsó → Balatonfenyves → Alsóbélatelep → Bélatelep → Fonyód → Fonyódliget → Balatonboglár → Balatonlelle → Balatonlelle felső → Balatonszemes → Balatonszárszó → Balatonföldvár → Szántód → Zamárdi → Zamárdi felső → Balatonszéplak alsó → Balatonszéplak felső → Siófok → Szabadifürdő → Szabadisóstó → Balatonvilágos → Balatonaliga → Lepsény → Polgárdi-Tekerespuszta → Kiscséripuszta → Szabadbattyán → Maroshegy → Székesfehérvár → Kápolnásnyék → Érd alsó → Budapest-Kelenföld → Budapest-Déli | Napi 1 Budapest felé               |
| Déli<-parti InterRégió                         | (Balatonszentgyörgy → Balatonberény → Balatonmáriafürdő → Máriaszőlőtelep → Máriahullámtelep → Balatonfenyves alsó → Balatonfenyves → Alsóbélatelep → Bélatelep → Fonyód → Fonyódliget → Balatonboglár → Balatonlelle → Balatonlelle felső → Balatonszemes → Balatonszárszó → Balatonföldvár → Szántód → Zamárdi → Zamárdi felső → Balatonszéplak alsó → Balatonszéplak felső →) Siófok → Szabadifürdő → Szabadisóstó → Balatonvilágos → Balatonaliga → Lepsény → Maroshegy → Székesfehérvár → Dinnyés → Agárd → Gárdony → Velencefürdő → Velence → Kápolnásnyék → Pettend → Baracska → Martonvásár → Tárnok → Érd alsó → Tétényliget → Kastélypark → Budafok → Albertfalva → Budapest-Kelenföld → Budapest-Déli                                                                                               | Napi 1 Budapest felé               |
| Gemenc InterRégió                              | Székesfehérvár – Belsőbáránd – Sárbogárd – Cece – Vajta – Nagydorog – Tengelic – Fácánkert – Tolna-Mözs – Szekszárd – Őcsény – Decs – Bátaszék – Alsónyék – Pörböly – Baja | 2 óránként                         |
| Vízipók sebesvonat                             | Budapest-Déli – Budapest-Kelenföld – Székesfehérvár – Balatonakarattya – Csittényhegy – Balatonkenese – Balatonfűzfő – Balatonalmádi – Káptalanfüred – Alsóörs – Csopak – Balatonarács – Balatonfüred | Nyáron 2 óránként                  |
| Katica InterRégió                              | Budapest-Déli – Budapest-Kelenföld – Székesfehérvár – Maroshegy – Szabadbattyán – Polgárdi-Ipartelepek – Polgárdi – Füle – Balatonfőkajár felső – Csajág – Balatonakarattya – Csittényhegy – Balatonkenese – Balatonfűzfő – Balatonalmádi – Káptalanfüred – Alsóörs – Csopak – Balatonarács – Balatonfüred | Nyáron 2 óránként                  |
| Déli<-parti InterRégió, Déli->parti InterRégió | Budapest-Déli – Budapest-Kelenföld – Érd alsó – Székesfehérvár – Maroshegy – Szabadbattyán – Kiscséripuszta – Polgárdi-Tekerespuszta – Lepsény – Balatonaliga – Balatonvilágos – Szabadisóstó – Szabadifürdő – Siófok – Balatonszéplak felső – Balatonszéplak alsó – Zamárdi felső – Zamárdi – Szántód – Balatonföldvár – Balatonszárszó – Balatonszemes – Balatonlelle felső – Balatonlelle – Balatonboglár – Fonyódliget – Fonyód – Bélatelep – Alsóbélatelep – Balatonfenyves – Balatonfenyves alsó – Máriahullámtelep – Máriaszőlőtelep – Balatonmáriafürdő – Balatonberény – Balatonszentgyörgy (→ Keszthely) | Nyáron 2 óránként                  |
| Déli<-parti InterRégió                         | Nagykanizsa → Zalaszentjakab → Zalakomár → Balatonszentgyörgy → Balatonberény → Balatonmáriafürdő → Máriaszőlőtelep → Máriahullámtelep → Balatonfenyves alsó → Balatonfenyves → Alsóbélatelep → Bélatelep → Fonyód → Fonyódliget → Balatonboglár → Balatonlelle → Balatonlelle felső → Balatonszemes → Balatonszárszó → Balatonföldvár → Szántód → Zamárdi → Zamárdi felső → Balatonszéplak alsó → Balatonszéplak felső → Siófok → Szabadifürdő → Szabadisóstó → Balatonvilágos → Balatonaliga → Lepsény → Polgárdi-Tekerespuszta → Kiscséripuszta → Szabadbattyán → Maroshegy → Székesfehérvár → Érd alsó → Budapest-Kelenföld → Budapest-Déli | Nyáron napi 1 Budapest felé        |
| Vitorlás InterRégió                            | Szolnok – Újszász – Nagykáta – Szentmártonkáta – Tápiószecső – Szőlősnyaraló – Sülysáp – Pusztaszentistván – Mende – Gyömrő – Maglódi nyaraló – Maglód – Ecser – Rákoskert – Rákoshegy – Rákos – Kőbánya felső – Ferencváros – Budapest-Kelenföld – Velence – Székesfehérvár – Balatonaliga – Szabadisóstó – Szabadifürdő – Siófok – Balatonszéplak felső – Balatonszéplak alsó – Zamárdi felső – Zamárdi – Szántód – Balatonföldvár – Balatonszemes – Balatonlelle – Balatonboglár – Fonyódliget – Fonyód | Nyári hétvégéken napi 1 pár        |
| Jégmadár expresszvonat                         | Szob – Szob alsó – Zebegény – Nagymaros – Nagymaros-Visegrád – Kismaros – Verőce – Vác – Vác-Alsóváros – Felsőgöd – Dunakeszi-Gyártelep – Rákospalota-Újpest – Kőbánya felső – Budapest-Kelenföld – Velence – Székesfehérvár – Balatonaliga – Szabadisóstó – Szabadifürdő – Siófok – Balatonszéplak felső – Balatonszéplak alsó – Zamárdi felső – Zamárdi – Szántód – Balatonföldvár – Balatonszemes – Balatonlelle – Balatonboglár – Fonyódliget – Fonyód | Nyáron napi 1 pár                  |
| Aranypart expresszvonat                        | Záhony – Tiszabezdéd – Tuzsér – Komoró – Fényeslitke – Kisvárda-Hármasút – Kisvárda – Ajak – Pátroha – Gégény – Demecser – Kék – Nyírbogdány – Kemecse – Sóstóhegy – Sóstó – Nyíregyháza – Újfehértó (← Debrecen-Csapókert) – Debrecen (← Ebes) – Hajdúszoboszló (← Kaba) – Püspökladány – Karcag – Kisújszállás (← Fegyvernek-Örményes) – Törökszentmiklós (← Szajol) – Szolnok – Abony – Cegléd – Ferihegy – Kőbánya-Kispest – Budapest-Kelenföld – Velence – Székesfehérvár – Balatonaliga – Szabadisóstó – Szabadifürdő – Siófok – Balatonszéplak felső – Balatonszéplak alsó – Zamárdi – Szántód – Balatonföldvár – Balatonszemes – Balatonlelle – Balatonboglár – Fonyódliget – Fonyód | Nyáron napi 1 pár                  |
| Aranyhíd expresszvonat                         | Szeged (← Szatymaz ← Kistelek) – Kiskunfélegyháza – Kecskemét – Nagykőrös – Cegléd – Ferihegy – Kőbánya-Kispest – Budapest-Kelenföld – Székesfehérvár – Balatonaliga – Szabadisóstó – Siófok – Zamárdi – Balatonföldvár – Balatonszárszó – Balatonszemes – Balatonlelle – Balatonboglár – Fonyód – Balatonmáriafürdő – Balatonberény – Balatonszentgyörgy | Nyáron napi 1 pár                  |
| Ezüstpart expresszvonat                        | Miskolc-Tiszai – Nyékládháza – Mezőkövesd – Füzesabony – Kál-Kápolna – Vámosgyörk – Hatvan – Aszód – Gödöllő – Budapest-Kelenföld – Székesfehérvár – Balatonaliga – Balatonvilágos – Szabadisóstó – Siófok – Balatonszéplak felső – Zamárdi – Szántód – Balatonföldvár – Balatonszárszó – Balatonszemes – Balatonlelle felső – Balatonlelle – Balatonboglár – Fonyódliget – Fonyód | Nyáron napi 1 pár                  |
| Szabolcsi Tekergő expresszvonat                | Záhony – Tiszabezdéd – Tuzsér – Komoró – Fényeslitke – Kisvárda-Hármasút – Kisvárda – Ajak – Pátroha – Gégény – Demecser – Kék – Nyírbogdány – Kemecse – Sóstóhegy – Sóstó – Nyíregyháza – Újfehértó – Téglás – Hajdúhadház – Bocskaikert – Debrecen-Csapókert – Debrecen – Ebes – Hajdúszoboszló – Kaba – Püspökladány – Karcag – Kisújszállás – Fegyvernek-Örményes – Törökszentmiklós – Szajol – Szolnok – Abony – Cegléd – Ferihegy – Kőbánya-Kispest – Budapest-Kelenföld – Velence – Székesfehérvár – Balatonakarattya – Balatonkenese – Balatonfűzfő – Balatonalmádi – Alsóörs – Balatonfüred – Balatonakali-Dörgicse – Zánka-Erzsébettábor | Nyáron napi 1 pár                  |
| Tekergő expresszvonat                          | Balatonfüred → Balatonalmádi → Balatonfűzfő → Balatonkenese → Balatonakarattya → Székesfehérvár → Velence → Budapest-Kelenföld | Nyári vasárnapokon 1 Budapest felé |
| Csabai Tekergő expresszvonat                   | Békéscsaba – Murony – Mezőberény – Gyoma – Mezőtúr – Szolnok – Cegléd – Ferihegy – Kőbánya-Kispest – Budapest-Kelenföld – Velence – Székesfehérvár – Balatonakarattya – Balatonkenese – Balatonfűzfő – Balatonalmádi – Alsóörs – Csopak – Balatonfüred – Balatonakali-Dörgicse – Zánka-Köveskál – Szepezdfürdő – Révfülöp (← Badacsonyörs) – Badacsonytomaj – Badacsony – Tapolca | Nyári hétvégéken napi 1 pár        |
| Kék Hullám InterCity                           | Budapest-Déli – Budapest-Kelenföld – Székesfehérvár – Balatonalmádi – Balatonfüred – Aszófő – Örvényes – Balatonudvari – Fövenyes – Balatonakali-Dörgicse – Zánka-Erzsébettábor – Zánka-Köveskál – Balatonszepezd – Révfülöp – Balatonrendes – Ábrahámhegy – Badacsonytomaj – Badacsony – Badacsonylábdihegy – Badacsonytördemic-Szigliget – Nemesgulács-Kisapáti – Tapolca (– napi 1-2 tovább Szombathely felé) | Nyáron 2 óránként                  |
| Levendula InterCity                            | Tapolca → Badacsonytördemic-Szigliget → Badacsony → Badacsonytomaj → Révfülöp → Zánka-Köveskál → Balatonakali-Dörgicse → Balatonfüred → Alsóörs → Balatonalmádi → Balatonfűzfő → Balatonkenese → Balatonakarattya → Székesfehérvár → Budapest-Kelenföld → Budapest-Déli | Nyáron napi 1 Budapest felé        |
| Göcsej InterCity                               | Budapest-Déli – Budapest-Kelenföld – Székesfehérvár – Várpalota – Pétfürdő – Veszprém – Ajka – Jánosháza – Ukk – Zalabér-Batyk – Zalaszentiván – Zalaegerszeg | 2 óránként                         |
| Bakony InterCity                               | Budapest-Déli – Budapest-Kelenföld – Székesfehérvár – Várpalota – Pétfürdő – Öskü – Hajmáskér – Veszprém – Ajka – Devecser – Boba – Celldömölk – Sárvár – Szombathely | 2 óránként                         |
| Balaton InterCity                              | Budapest-Déli – Budapest-Kelenföld – Székesfehérvár (– Lepsény) – Siófok – Zamárdi – Balatonföldvár – Balatonszárszó – Balatonszemes – Balatonlelle – Balatonboglár – Fonyód – Balatonfenyves – Balatonmáriafürdő – Balatonberény – Balatonszentgyörgy – Keszthely | 2 óránként                         |
| Tópart InterCity                               | Budapest-Déli – Budapest-Kelenföld – Székesfehérvár – Lepsény – Siófok – Zamárdi – Balatonföldvár – Balatonszárszó – Balatonszemes – Balatonlelle – Balatonboglár – Fonyód – Balatonfenyves – Balatonmáriafürdő – Balatonberény – Balatonszentgyörgy – Vörs – Zalakomár – Zalaszentjakab – Nagykanizsa | 2 óránként                         |
| Agram-Tópart nemzetközi InterCity              | Budapest-Déli – Budapest-Kelenföld – Székesfehérvár – Lepsény – Siófok – Zamárdi – Balatonföldvár – Balatonszárszó – Balatonszemes – Balatonlelle – Balatonboglár – Fonyód – Balatonfenyves – Balatonmáriafürdő – Balatonszentgyörgy – Vörs – Zalakomár – Zalaszentjakab – Nagykanizsa – Gyékényes – Koprivnica – Križevci – Vrbovec – (Dugo Selo →) Zagreb Glavni kolodvor (Zágráb) | Napi 1 pár                         |
| Adria nemzetközi InterCity                     | Budapest-Keleti – Budapest-Kelenföld – Székesfehérvár – Siófok – Fonyód – Balatonszentgyörgy – Nagykanizsa – Gyékényes – Knin – Perković – Split Predgrađe – Split | Nyáron heti 3 pár                  |
| Citadella nemzetközi InterCity                 | Budapest-Déli – Budapest-Kelenföld – Székesfehérvár – Várpalota – Pétfürdő – Veszprém – Ajka – Jánosháza – Ukk – Zalabér-Batyk – Zalaszentiván – Zalaegerszeg – Zalalövő – Őriszentpéter – Hodoš (Őrihodos) – (Mačkovci (Mátyásdomb) →) Murska Sobota (Muraszombat) – Lipovci (Hársliget) – Ljutomer mesto (← Ivanjkovci) – Ormoz (Ormosd) – Ptuj – Pragersko (Pragerhof)– Celje – Laško – (Rimske Toplice →) Zidani Most – Trbovlje – Zagorje – (Litija →) Ljubljana | Napi 1 pár                         |

## Közösségi közlekedés

### Autóbusz
Helyi
A vasútállomás Székesfehérvár közösségi közlekedésének egyik decentruma.
- Innen indul számos helyi autóbuszjárat: 30, 31, 31E, 32, 33, 34, 35, 36, 38[12]
- Valamint érinti több másik is: 13G, 20, 37, 40, 41, 43, 44

A vasútállomást az autóbusz-pályaudvarral a következő járatok kötik össze: 13, 13A, 13G, 13Y, 36, 37, 38, 44. Kerülőútvonalon a következő körjáratok is kapcsolatot teremtenek Székesfehérvár két legfontosabb tömegközlekedési csomópontja között: 40, 41, 43.
Helyközi
A pályaudvar előtti térről észak, északnyugat felé helyközi autóbuszokat indít a Volánbusz, valamint a Szegedet a várossal, illetve a városon keresztül Győrrel, Veszprémmel és Siófokkal összekötő távolsági járatok is megállnak.
A város központi autóbusz-pályaudvara a Belvárosban, a Piac téren található, azonban a jövőben[mikor?] várhatóan a vasútállomás mellé költözik.[forrás?]

### Taxi
A pályaudvar előtti téren taxiállomás található.

## Műszaki jellemzők
Az állomás 21 fővágánnyal rendelkezik, amiből 16 vonatfogadó és -indító, 5 pedig tehervonati indítóvágány. A fővágányokon 75 hertzes sínáramkörös (EÉVB) jelfeladás van kiépítve. Az állomáson Elektra 2 egyközpontos, tolatóvágányutas elektronikus biztosítóberendezés üzemel. Az állomás 9 vágányán (1–9. vágányok) zajlik személyforgalom, a vágányok peronjai – az első vágányét kivéve – akadálymentesítettek, a sínkoronától mért magasságuk mindnek 55 cm, és lépcső mellett felvonóval is össze vannak kötve az aluljáróval.

## Galéria

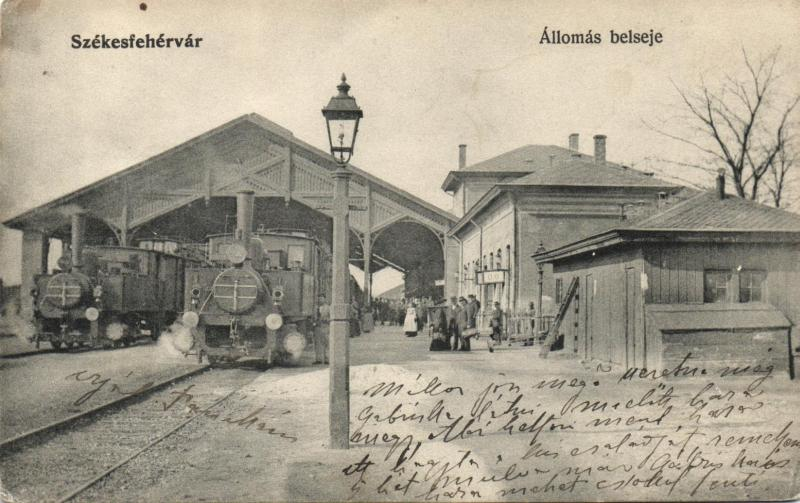
Az 1920 körüli állapot. Ekkor az állomás jellegzetessége a fa peroncsarnok volt
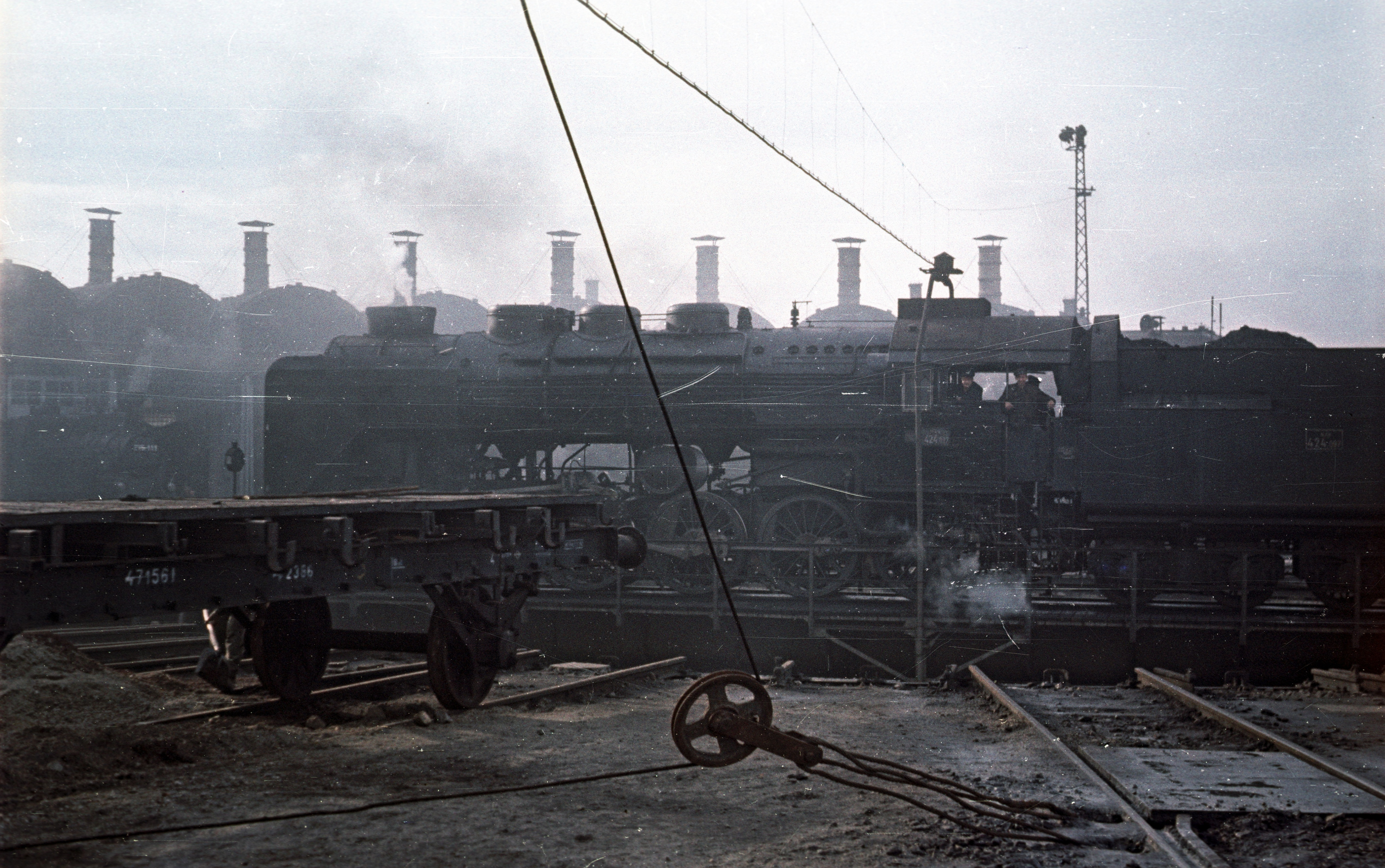
A fűtőház fordítókorongja 424-es mozdonnyal 1963-ban
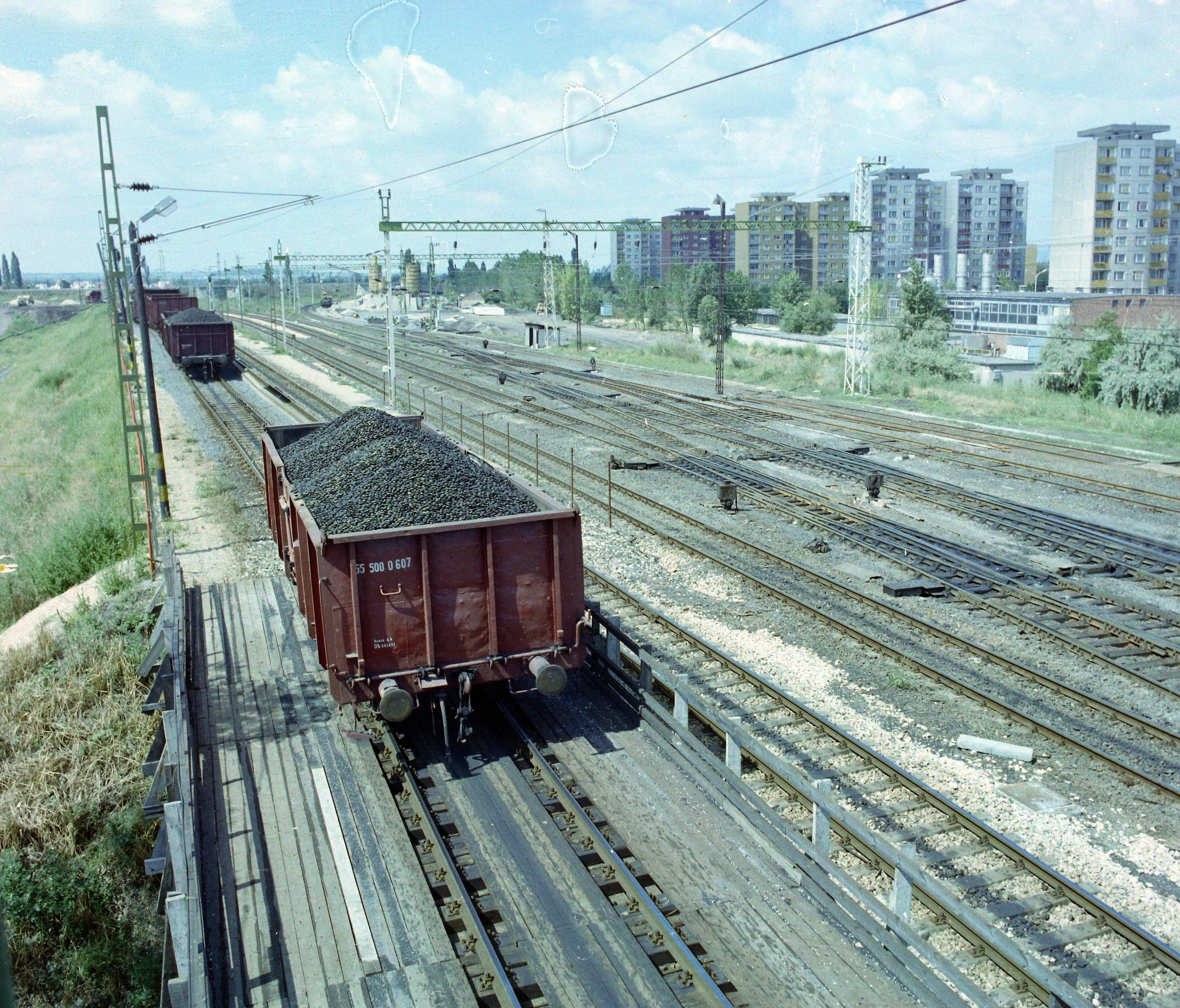
A pályaudvar gurítódombja, 1987. Háttérben Tóváros kilencemeletesei
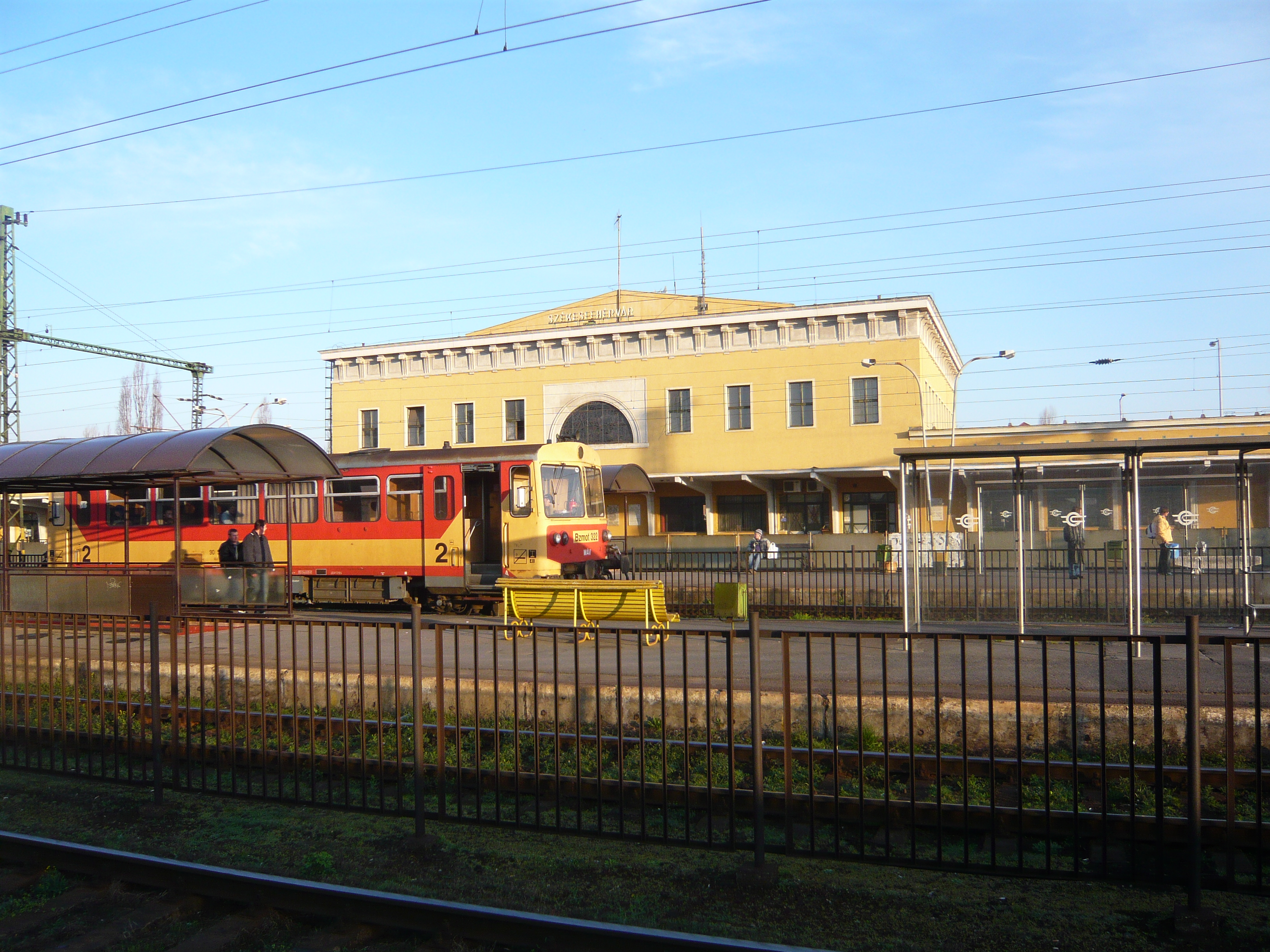
A felvételi épület a személypályaudvar felől a 2014–2016-os átépítés előtt
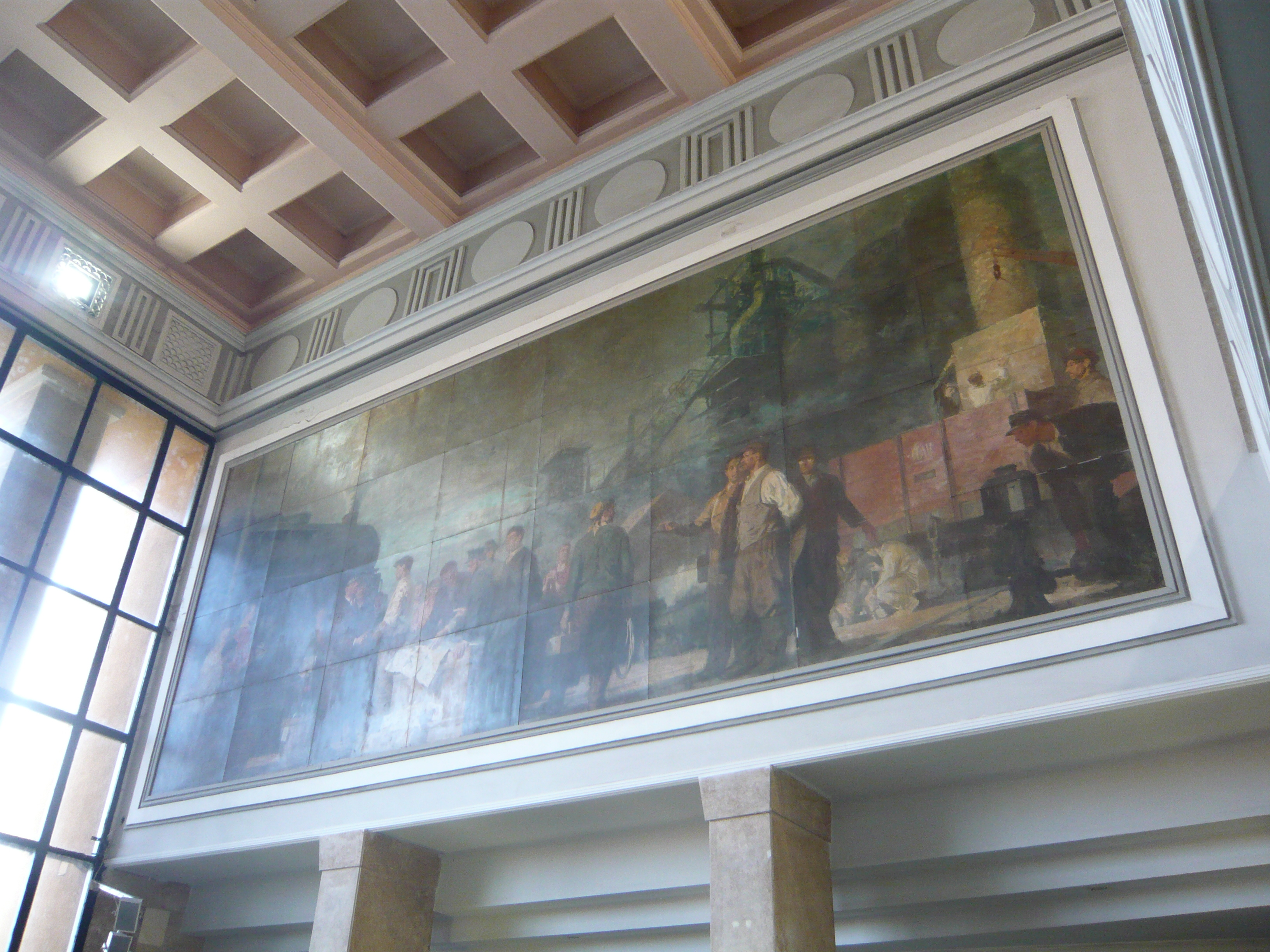
A nagycsarnok egyik monumentális pannója
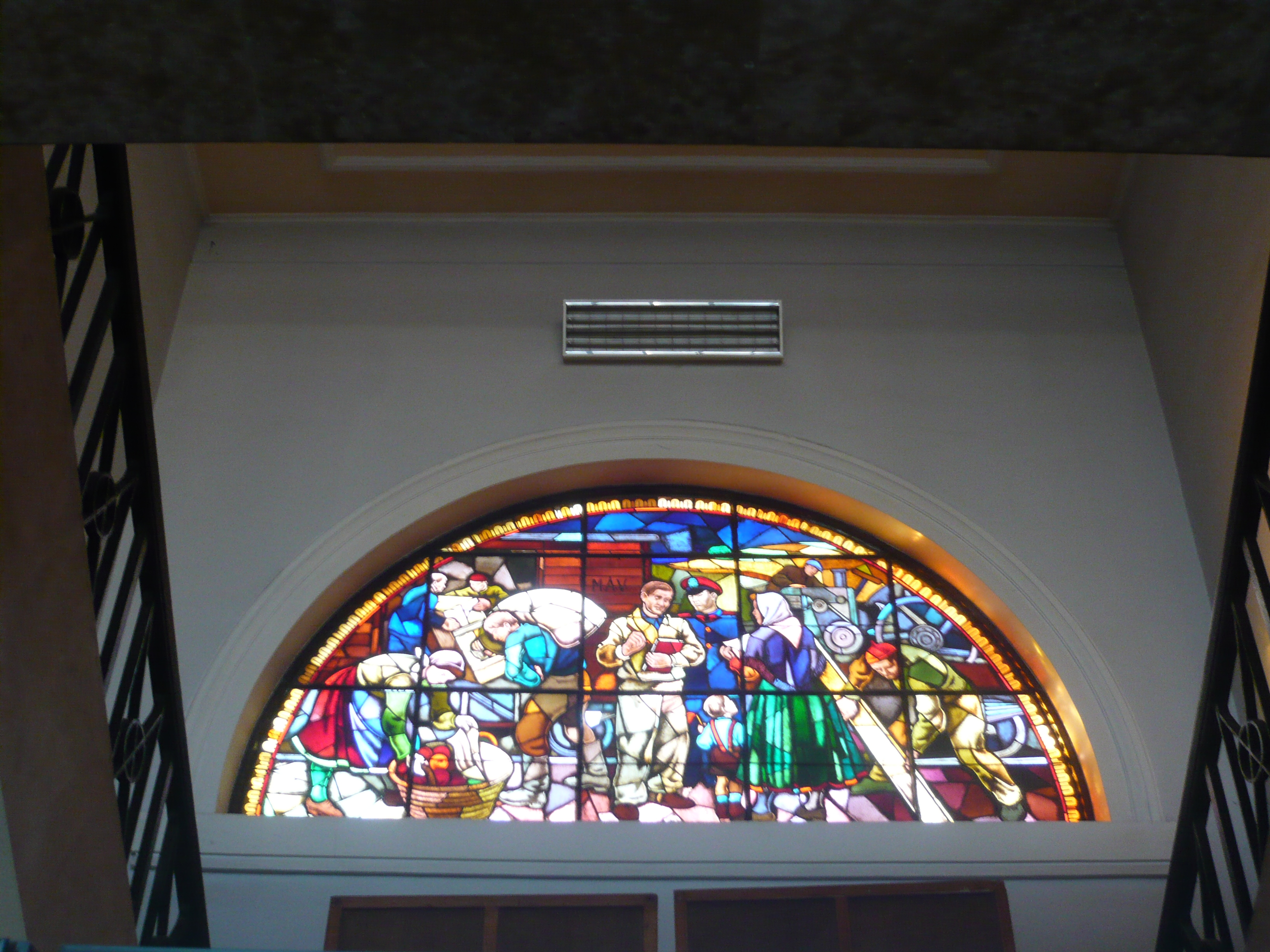
A festett üvegablak a nagycsarnok királylépcsőjének éke
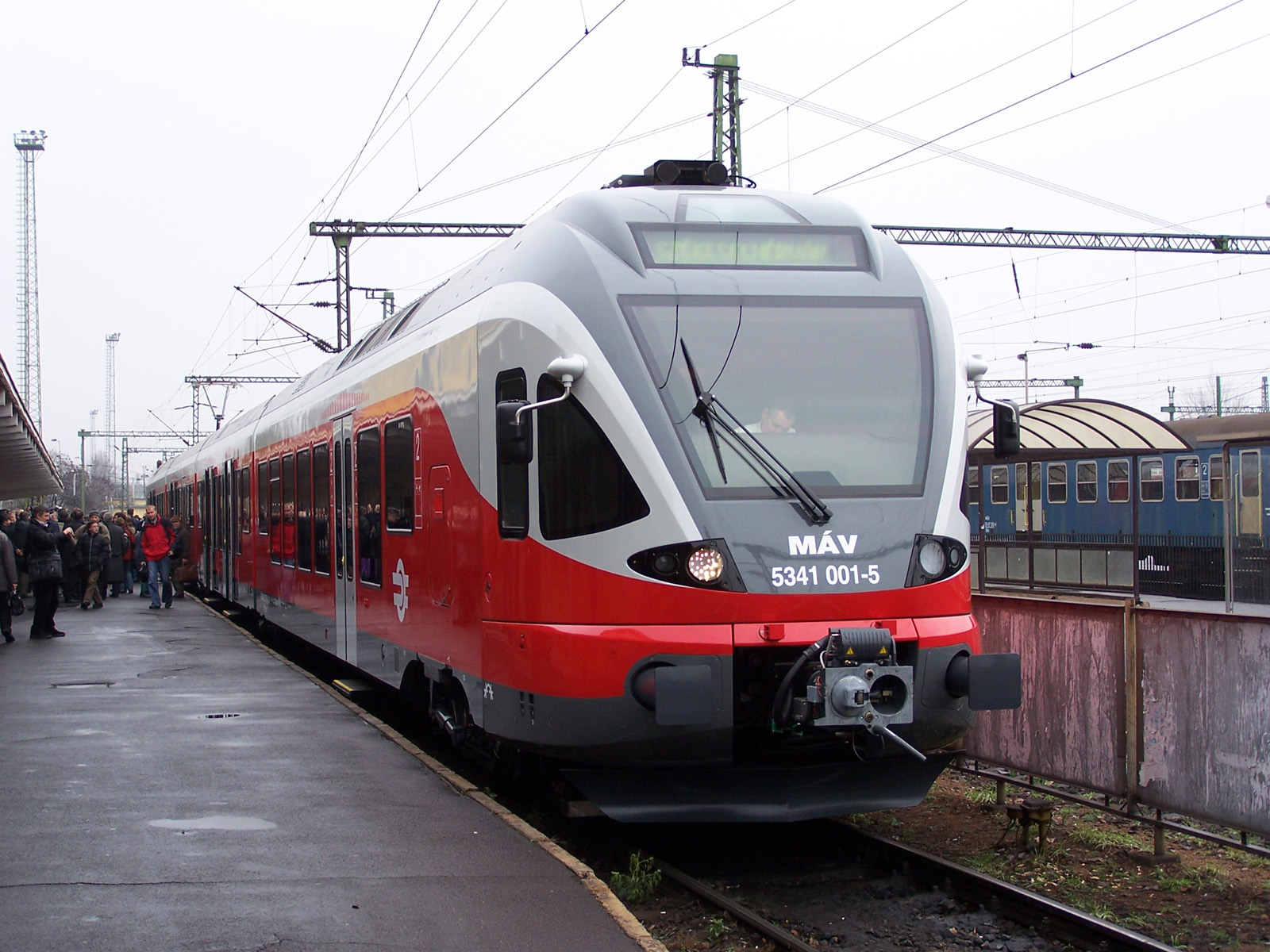
Stadler FLIRT az első vágányon még az átépítés előtt
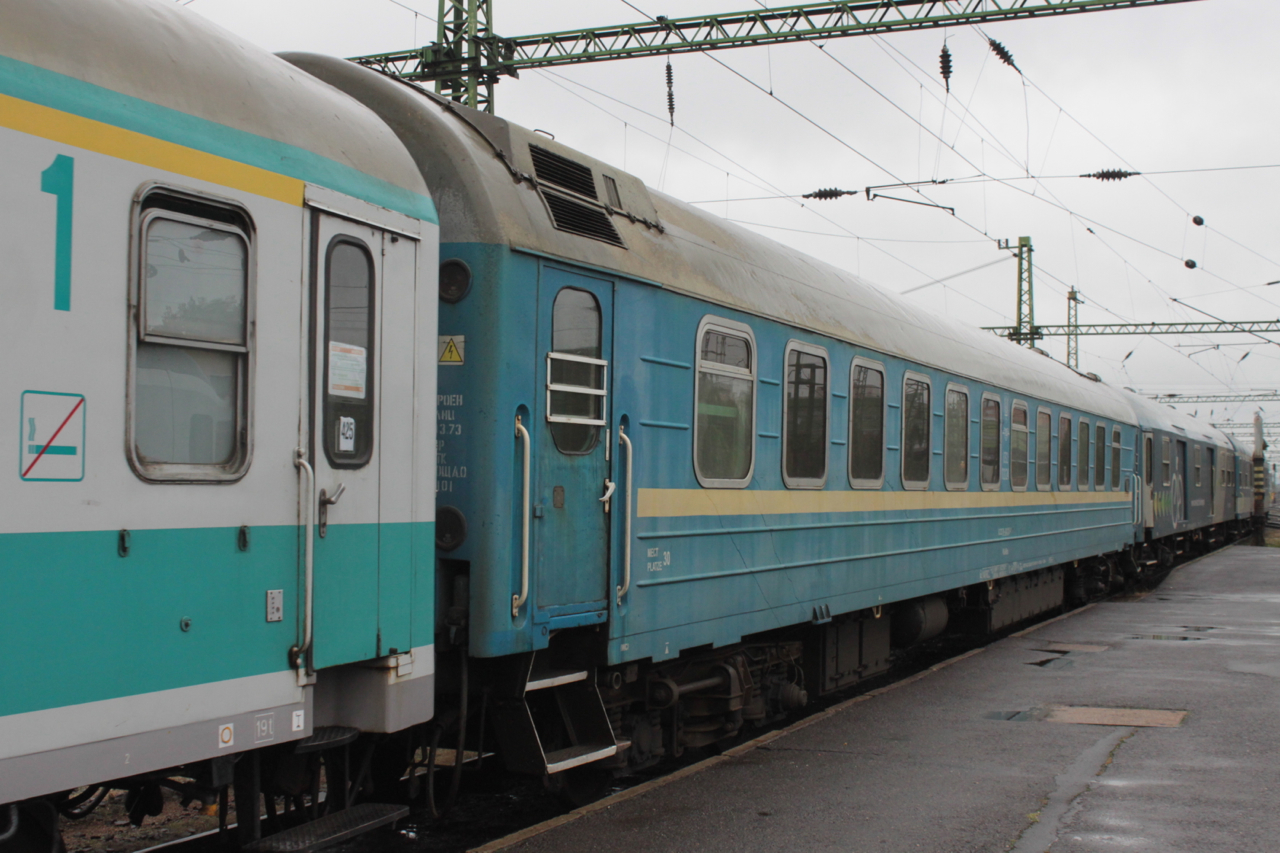
Maestral nemzetközi vonat az állomáson 2010-ben
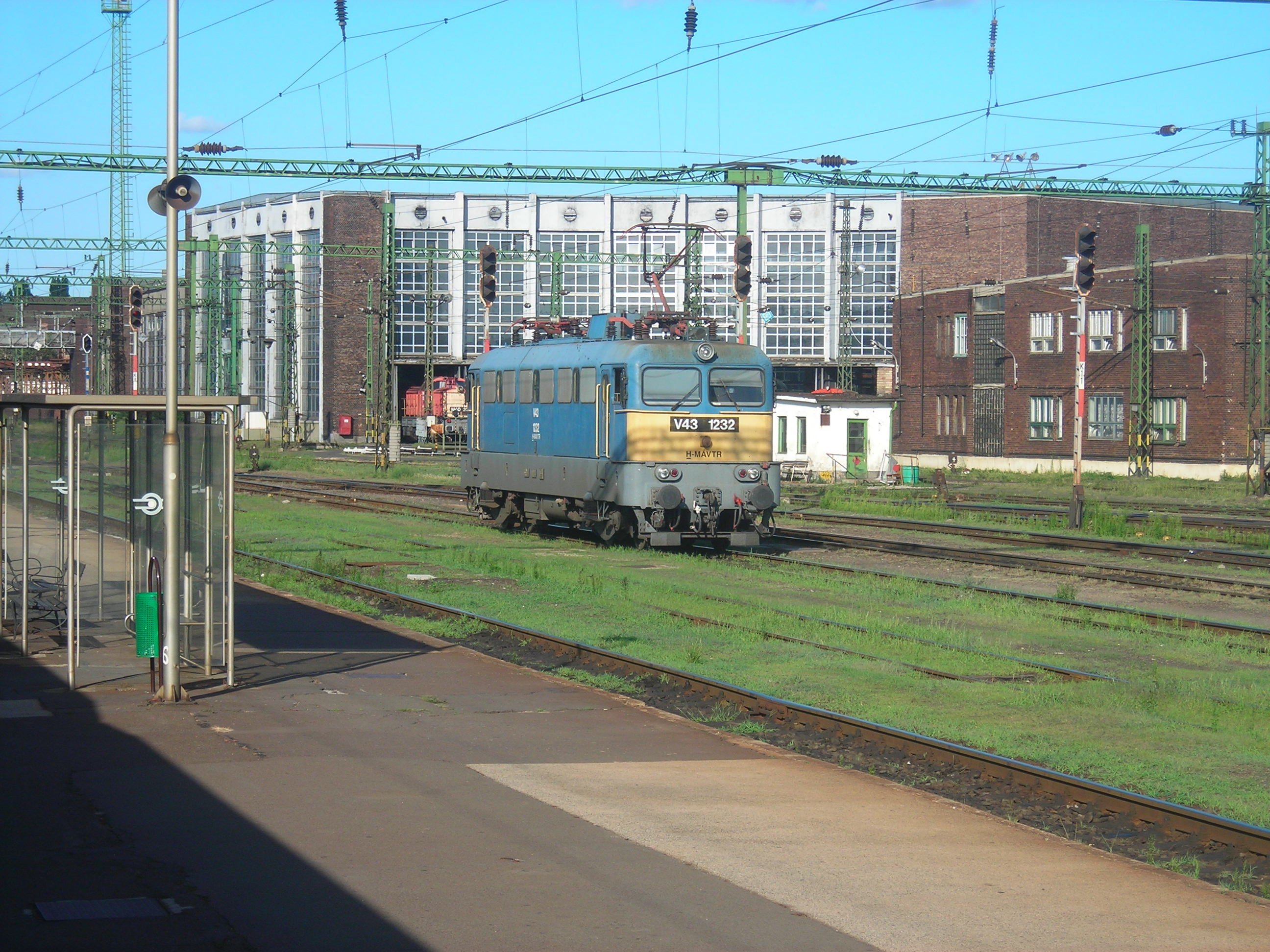
V43-as mozdony, háttérben a körfűtőház. Átépítés előtti állapot
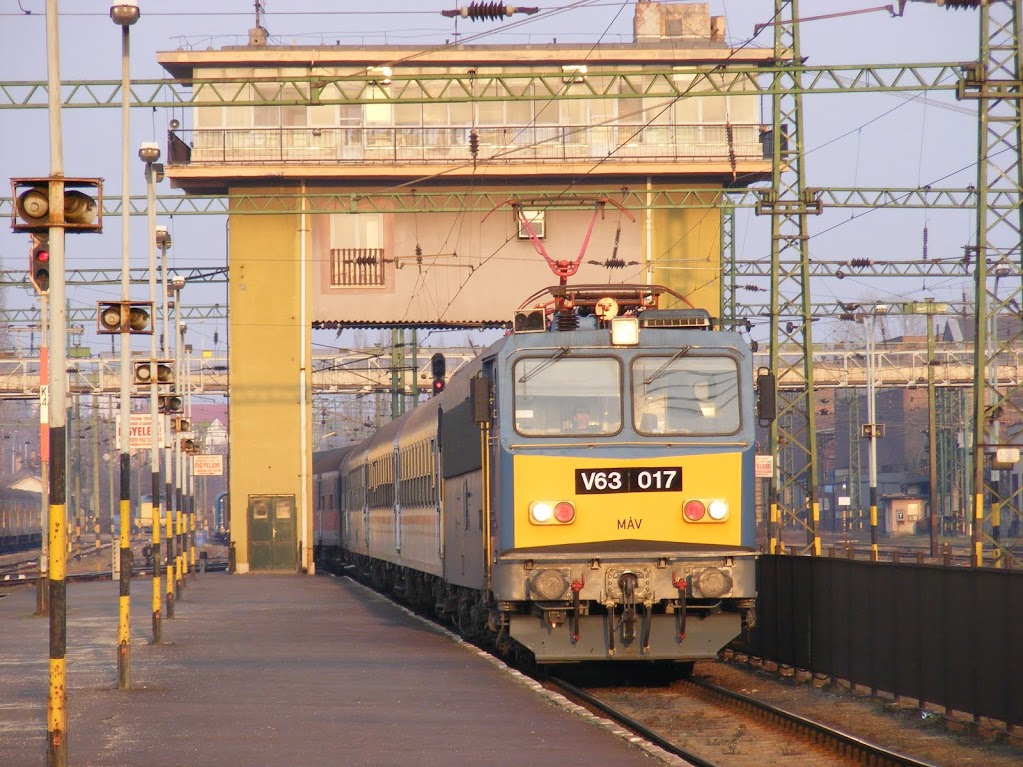
V63-as mozdony halad gyorsvonattal a II-es torony alatt, 2008
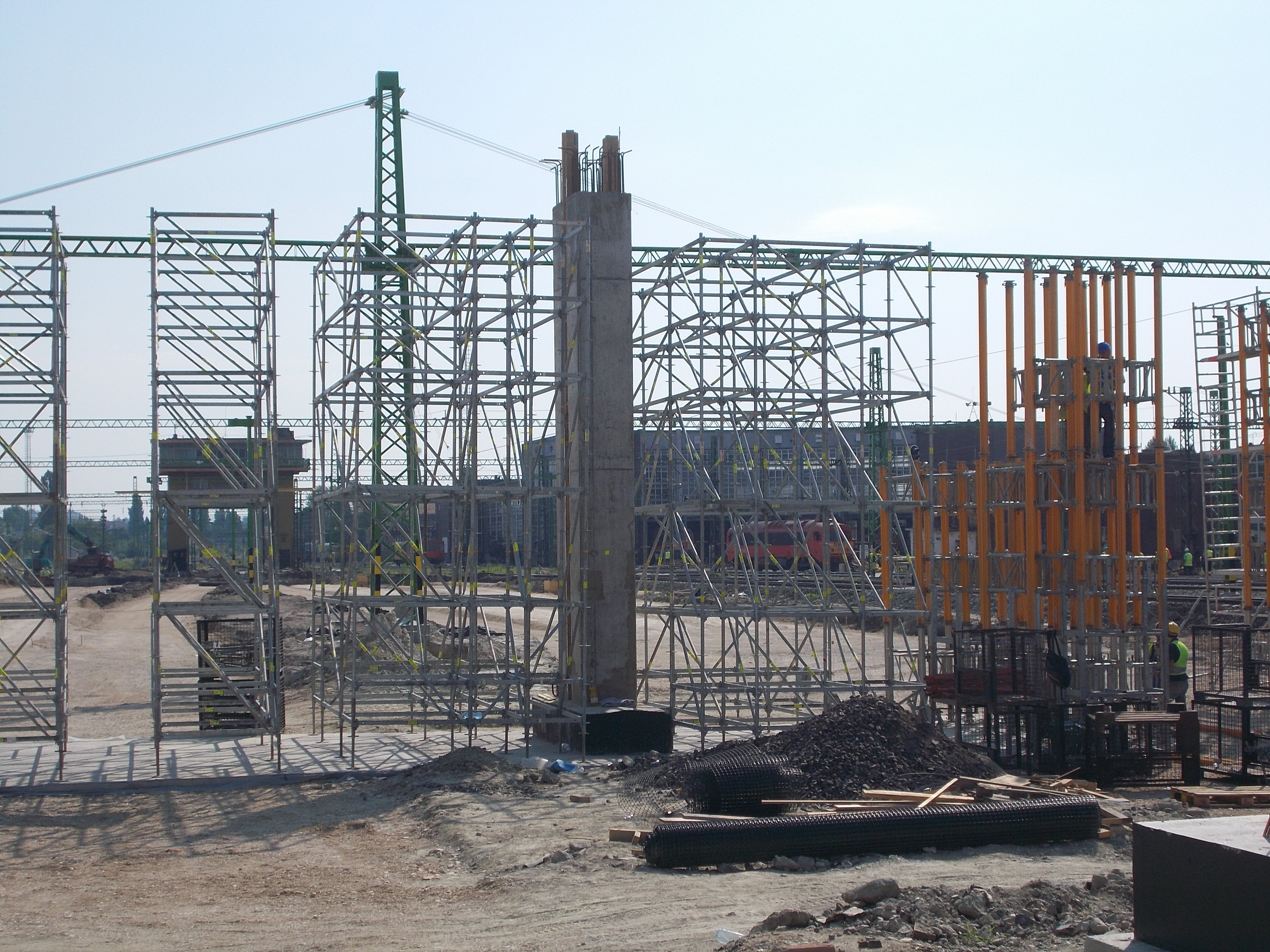
Az új felüljáró építése 2015-ben
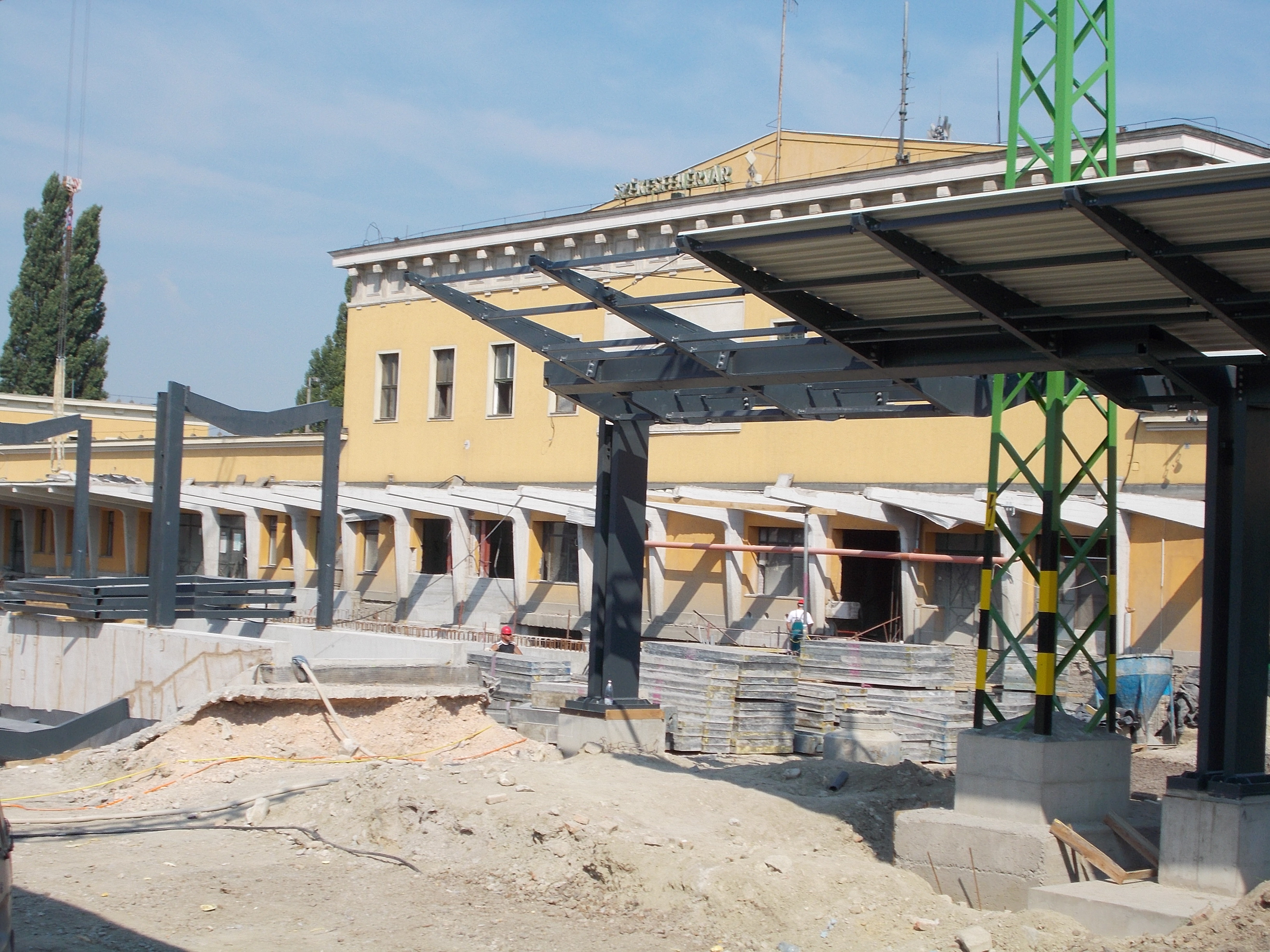
Átépítés, 2015
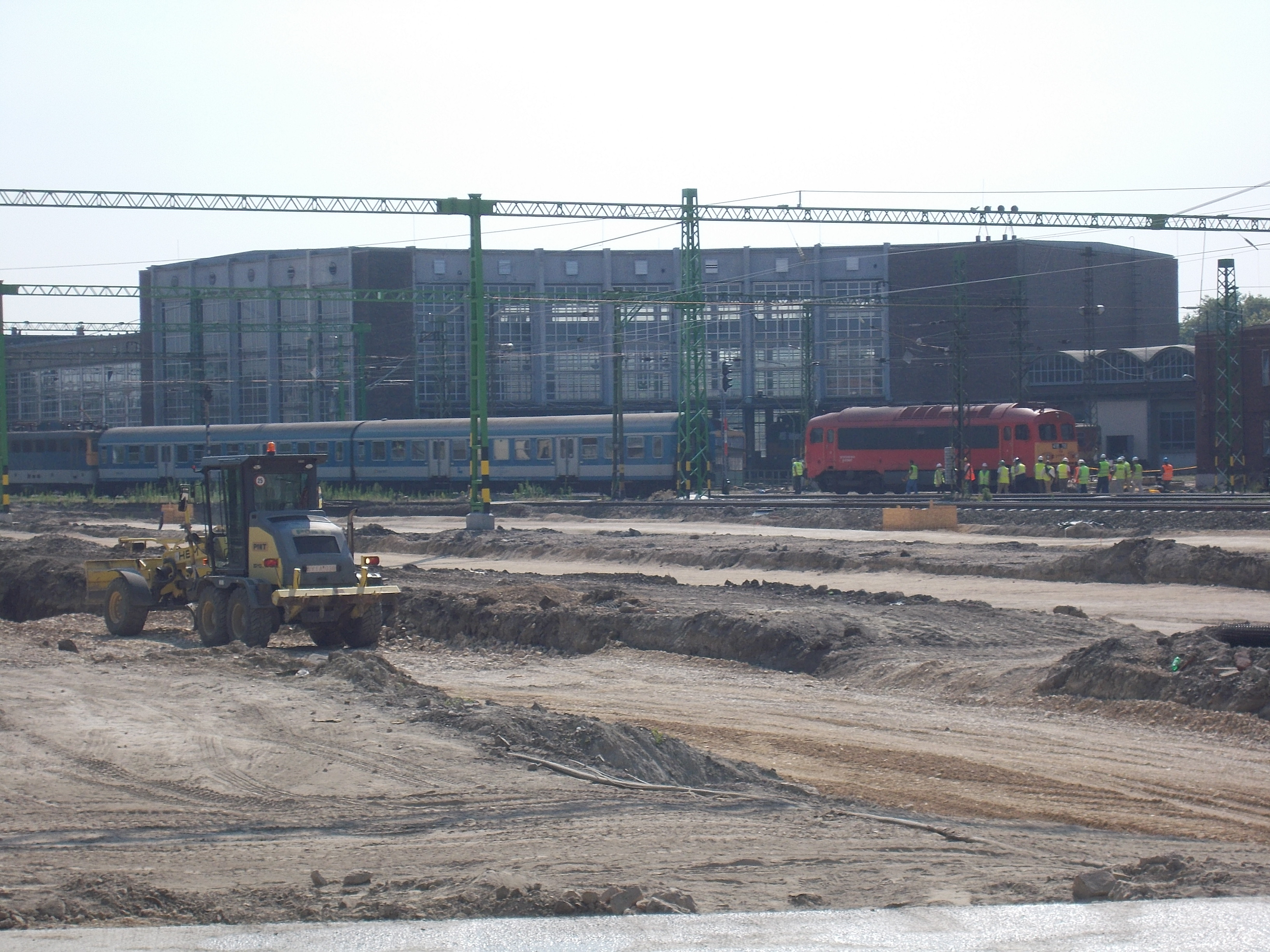
Kilátás a fűtőház felé az átépítés idején (2015)